# زوندا أبتاليون لولا
زوندا أبتاليون لولا (في النرويج المعروفة أيضًا باسم Rinnanbanden (عصابة رينان) مجموعة مستقلة تحت إدارة الشرطة الأمنية الألمانية الألمانية في تروندهايم، KDS Drontheim Referat IV. تتألف زوندا أبتاليون («الوحدة الخاصة») من حوالي 50-60 مخبر نرويجي معروفين عملوا مع هنري رينان، وكان الكثير منهم جنود سابقين في الخطوط الأمامية في فافن إس إس. لم تكن هذه المجموعة معروفة للغالبية العظمى من النرويجيين، بما في ذلك أعضاء حزب التجمع الوطني حتى بعد الحرب.
اتصلت المجموعة سريا بأشخاص مناهضين للنازية تسللوا من خلالهم إلى حركة المقاومة النرويجية. بعد فترة من العمل النشط في جماعة المقاومة، لجمع المعلومات وبناء الثقة، تم قضح الشبكة واعتقال المشاركين واستجوابهم. وقد سميت هذه الأنواع من عمليات التسلل «أعمال استفزازية»، لتسريع الإجراءات والقبض على المشتبه بهم. حتى أن رينان وصفها بأنها «لعبة في القطاع السلبي». عملت المجموعة بوسط النرويج بالكامل، أي ترونديلاغ ومور ورومسدال وحتى نوردلاند. أراد رينان توسيع العمليات إلى أوسلو، ولكن ربما أوقفها الألمان.
القاعدة السابقة لعصابة رينان في Jonsvannsveien 46 لا تزال قائمة حتى عام 2014 وتستخدم كمنزل سكني عادي.

## روابط خارجية
- Rinnanbanden (بالنرويجية)